# Чарлстон (Теннессі)
Чарлстон (англ. Charleston) — місто (англ. city) в США, в окрузі Бредлі штату Теннессі. Населення — 664 особи (2020).

## Географія
Чарлстон розташований за координатами 35°17′8″ пн. ш. 84°45′39″ зх. д. / 35.28556° пн. ш. 84.76083° зх. д. (35.285693, -84.760797).  За даними Бюро перепису населення США в 2010 році місто мало площу 2,73 км², з яких 2,65 км² — суходіл та 0,09 км² — водойми.

## Демографія
Згідно з переписом 2010 року, у місті мешкала 651 особа в 253 домогосподарствах у складі 166 родин. Густота населення становила 238 осіб/км².  Було 287 помешкань (105/км²).
Расовий склад населення:
| - 77,3 % — білих - 19,8 % — чорних або афроамериканців - 0,3 % — азіатів - 0,2 % — корінних американців - 1,7 % — осіб інших рас |

До двох чи більше рас належало 0,8 %. Частка іспаномовних становила 4,1 % від усіх жителів.
За віковим діапазоном населення розподілялося таким чином: 26,3 % — особи молодші 18 років, 60,3 % — особи у віці 18—64 років, 13,4 % — особи у віці 65 років та старші. Медіана віку мешканця становила 38,6 року. На 100 осіб жіночої статі у місті припадало 97,9 чоловіків;  на 100 жінок у віці від 18 років та старших — 92,0 чоловіків також старших 18 років.
Середній дохід на одне домашнє господарство  становив 49 071 долар США (медіана — 39 375), а середній дохід на одну сім'ю — 54 359 доларів (медіана — 50 250). За межею бідності перебувало 24,6 % осіб, у тому числі 38,6 % дітей у віці до 18 років та 16,9 % осіб у віці 65 років та старших.
Цивільне працевлаштоване населення становило 292 особи. Основні галузі зайнятості: освіта, охорона здоров'я та соціальна допомога — 22,6 %, виробництво — 21,2 %, транспорт — 13,7 %, роздрібна торгівля — 11,6 %.